# 5-я смешанная авиационная дивизия
5-я смешанная авиационная дивизия — воинское соединение Вооружённых Сил СССР в Великой Отечественной войне.

## История
Дивизия развёрнута 25 июля 1940 года в составе ВВС Ленинградского военного округа на базе 59-й истребительной авиационной бригады.
В составе действующей армии с 22 июня 1941 года по 18 февраля 1942 года.
На 22 июня штаб дивизии находился в Выборге. На дивизию по плану прикрытия границы возлагалось: 
1. во взаимодействии с наземными войсками уничтожать противника при его попытке прорвать фронт обороны на Карельском перешейке;
2. прикрывать в районе сосредоточения 10-й механизированный корпус и 70-ю стрелковую дивизию;
3. прикрывать железные дороги в районе прикрытия;
4. совместно с береговой обороной Балтийского флота не допустить высадки морских десантов противника на северном побережье Финского залива;
5. не допустить сбрасывания (высадки) воздушных десантов противника в районе прикрытия.

С 1 июля 1941 года в дивизии на Карельском перешейке остались только 7-й и 153-й истребительные полки; остальные полки были направлены в район Пскова . Позднее, в июле 1941 года, в распоряжение 7-го корпуса ПВО убыл и 7-й истребительный авиационный полк, который вернулся в дивизию только через два месяца.
Части, входящие в состав дивизии в течение июля-сентября 1941 года действуют в ходе Выборгско-Кексгольмской операции и по её окончании дивизия, вплоть до её расформирования, продолжает действовать на Карельском перешейке, находясь в распоряжении 23-й армии. На 12 декабря 1941 года штаб дивизии располагается в Парголово 
18 февраля 1942 года расформирована.

## Состав дивизии
На 22.06.1941 года
Управление — Выборг
7-й истребительный авиационный полк — Суурмериоки
153-й истребительный авиационный полк — Кексгольм
158-й истребительный авиационный полк — Псков-Кресты
159-й истребительный авиационный полк — Гривочки
235-й штурмовой авиационный полк (в стадии формирования) — Майсниеми
В разное время
- 7-й истребительный авиационный полк (25 июля 1940 -  февраль 1942)
- 153-й истребительный авиационный полк (? - февраль 1942)
- 158-й истребительный авиационный полк (22 июня 1941 - 12 июля 1941)
- 159-й истребительный авиационный полк (31 мая 1941 - 14 июля 1941)
- 174-й штурмовой авиационный полк (с 20 сентября 1941)
- 235-й штурмовой авиационный полк (с 21 июля 1941 по 21 октября 1941)

## Подчинение
| Дата            | Фронт (округ)               | Армия      | Корпус | Примечания |
| --------------- | --------------------------- | ---------- | ------ | ---------- |
| 22.06.1941 года | Ленинградский военный округ | 23-я армия | -      | -          |
| 24.06.1941 года | Северный фронт              | 23-я армия | -      | -          |
| 01.07.1941 года | Северный фронт              | 23-я армия | -      | -          |
| 01.08.1941 года | Северный фронт              | 23-я армия | -      | -          |
| 26.08.1941 года | Ленинградский фронт         | 23-я армия | -      | -          |
| 01.10.1941 года | Ленинградский фронт         | 23-я армия | -      | -          |
| 01.11.1941 года | Ленинградский фронт         | 23-я армия | -      | -          |
| 01.12.1941 года | Ленинградский фронт         | 23-я армия | -      | -          |
| 01.01.1942 года | Ленинградский фронт         | 23-я армия | -      | -          |
| 01.02.1942 года | Ленинградский фронт         | 23-я армия | -      | -          |

## Командование

### Командиры
- Ерлыкин, Евгений Ефимович,  полковник, с 17.08.1941 - 26.09.1941
- Данилов, Степан Павлович, полковник, с 27.09.1941 - 18.02.1942

### Начальники штаба
- Алексеев, Александр Николаевич,  полковник, с ХХ.ХХ.1941 - 18.02.1942

## Герои Советского Союза
- Поляков Сергей Николаевич, гвардии майор, командир 174-го штурмового авиационного полка Указом Президиума Верховного Совета СССР от 10 февраля 1943 года удостоен звания Герой Советского Союза. Посмертно.
- Свитенко Николай Иванович, командир эскадрильи 7-го истребительного авиационного полка 5-й смешанной авиационной дивизии 23-й армии Ленинградского фронта, капитан. Указом Президиума Верховного Совета СССР 10 февраля 1943 года удостоен звания Герой Советского Союза. «Золотая Звезда» № 883
- Зеленов Николай Андрианович, старший лейтенант., лётчик 14-го гвардейского истребительного авиационного полка 5-й смешанной авиационной дивизии 23-й армии Ленинградского фронта Указом Президиума Верховного Совета СССР 10 февраля 1942 года удостоен звания Герой Советского Союза. «Золотая Звезда» № 802.